# ناستیا لوکین

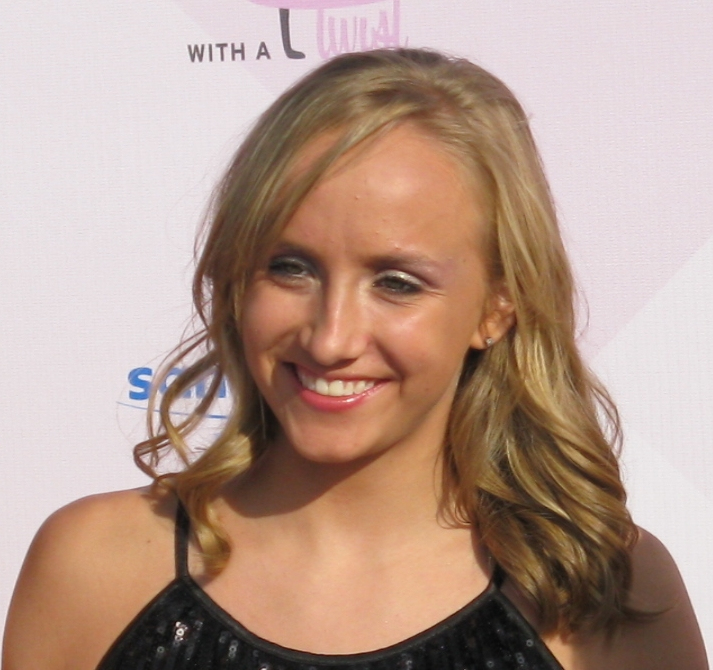

آناستاسیا «ناستیا» لوکین (به انگلیسی: Nastia Liukin) متولد ۱۹۸۹، ژیمناست روس تبار، و مدال‌آور المپیک آمریکایی میباشد.
وی تاکنون ۹ مدال برنده شده، و ساکن دالاس در تگزاس است.
```
[
۳
]
```